# Выбор телевизионных критиков (премия, 2013)
<< 2-я Церемонии вручения 4-я >>
Третья церемония вручения премии «Выбор телевизионных критиков» (англ. 3rd Critics' Choice Television Awards), созданная и вручаемая ассоциацией телевизионных журналистов, состоялась 10 июня 2013 года в отеле Беверли Хиллз В Лос-Анджелесе, штат Калифорния. Список номинантов был объявлен 22 мая 2013 года.

## Лауреаты и номинанты
| Сериалы | Сериалы |
| Лучший драматический сериал | Лучший комедийный сериал |
| --- | --- |
| «Во все тяжкие» (AMC) (tie) «Игра престолов» (HBO) (tie) - «Американцы» (FX) - «Аббатство Даунтон» (PBS) - «Хорошая жена» (CBS) - «Родина» (Showtime) | «Теория Большого взрыва» (CBS) - «Луи» (FX) - «Бывает и хуже» (ABC) - «Новенькая» (FOX) - «Парки и зоны отдыха» (NBC) - «Вице-президент» (HBO) |
| Лучший фильм или мини-сериал | Лучший анимационный сериал |
| «За канделябрами» (HBO) - «Американская история ужасов» (FX) - «Багровый лепесток и белый» (BBC Two) - «Час» (BBC America) - «Политические животные» (USA Network) - «Вершина озера» (Sundance Channel) | «Спецагент Арчер» (FX) - «Время приключений с Финном и Джейком» (Cartoon Network) - «Финес и Ферб» (Disney Channel) - «Обычный мультик» (Cartoon Network) - «Симпсоны» (FOX) - «Звёздные войны: Войны клонов» (Cartoon Network) |
| Лучшие актёры в комедийных сериалах | |
| Актёр | Актриса |
| Луи Си Кей за роль Louie — Луи - Дон Чидл за роль Marty Kaan — «Обитель лжи» - Джейк Джонсон за роль Nick Miller — «Новенькая» - Джим Парсонс за роль Dr. Sheldon Cooper — «Теория Большого взрыва» - Адам Скотт за роль Ben Wyatt — «Парки и зоны отдыха» - Джереми Систо за роль George Altman — «Пригород» | Джулия Луи-Дрейфус за роль Selina Meyer — «Вице-президент» - Лора Дерн за роль Amy Jellicoe — «Просветлённая» - Зои Дешанель за роль Jessica Day — «Новенькая» - Лина Данэм за роль Hannah Horvath — «Девчонки» - Саттон Фостер за роль Michelle Simms — «Балерины» - Эми Полер за роль Leslie Knope — «Парки и зоны отдыха»                                                                |
| Актёр второго палана | Актриса второго плана |
| Саймон Хелберг за роль Howard Wolowitz — «Теория Большого взрыва» - Макс Гринфилд за роль Schmidt — «Новенькая» - Алекс Карповски за роль Ray Ploshansky — «Девчонки» - Адам Пали за роль Max Blum — «Счастливый конец» - Крис Прэтт за роль Andy Dwyer — «Парки и зоны отдыха» - Danny Pudi за роль Abed Nadir — «Сообщество»                                                                                    | Кейли Куоко за роль Penny — «Теория Большого взрыва» (tie) Иден Шер за роль Sue Heck — «Бывает и хуже» (tie) - Карли Чайкин за роль Dalia Oprah Royce — «Пригород» - Сара Хайленд за роль Haley Dunphy — «Американская семейка» - Мелисса Ройч за роль Dr. Bernadette Wolowitz — «Теория Большого взрыва» - Кейси Уилсон за роль Penny Hartz — «Счастливый конец»                           |
| Лучшие актёры в драматических сериалах | |
| Актёр | Актриса |
| Брайан Крэнстон за роль Уолтера Уайта — «Во все тяжкие» - Дамиан Льюис за роль Nicholas Brody — «Родина» - Эндрю Линкольн за роль Rick Grimes — «Ходячие мертвецы» - Тимоти Олифант за роль Raylan Givens — «Правосудие» - Мэттью Риз за роль Philip Jennings — «Американцы» - Кевин Спейси за роль Francis Underwood — «Карточный домик»                                                                         | Татьяна Маслани за роль Sarah Manning — «Тёмное дитя» - Клэр Дейнс за роль Carrie Mathison — «Родина» - Вера Фармига за роль Norma Bates — «Мотель Бейтса» - Джулианна Маргулис за роль Alicia Florrick — «Хорошая жена» - Элизабет Мосс за роль Peggy Olson — «Безумцы» - Кери Рассел за роль Elizabeth Jennings — «Американцы»                                                            |
| Актёр второго плана | Актриса второго плана |
| Майкл Кудлиц за роль John Cooper — «Саутленд» - Джонатан Бэнкс за роль Mike Ehrmantraut — «Во все тяжкие» - Николай Костер-Вальдау as Jaime Lannister — «Игра престолов» - Ноа Эммерих за роль Stan Beeman — «Американцы» - Уолтон Гоггинс за роль Boyd Crowder — «Правосудие» - Кори Столл за роль Peter Russo — «Карточный домик»                                                                               | Моника Поттер за роль Kristina Braverman — «Родители» - Дженнифер Карпентер за роль Debra Morgan — «Декстер» - Эмилия Кларк за роль Daenerys Targaryen — «Игра престолов» - Анна Ганн за роль Skyler White — «Во все тяжкие» - Реджина Кинг за роль Lydia Adams — «Саутленд» - Эбигейл Спенсер за роль Amantha Holden — «Исправлять ошибки»                                                 |
| Лучшие актёры в фильмах / мини-сериалах | |
| Актёр | Актриса |
| Майкл Дуглас за роль Liberace — «За канделябрами» - Бенедикт Камбербэтч за роль Christopher Tietjens — «Конец парада» - Мэтт Дэймон за роль Scott Thorson — «За канделябрами» - Тоби Джонс за роль Alfred Hitchcock — «Девушка» - Аль Пачино за роль Phil Spector — «Фил Спектор» - Доминик Уэст as Hector Madden — «Час»                                                                                         | Элизабет Мосс за роль Det. Robin Griffin — «Вершина озера» - Анджела Бассетт за роль Coretta Scott King — «Betty & Coretta» - Ромола Гарай за роль Bel Rowley — «Час» - Ребекка Холл за роль Sylvia Tietjens — «Конец парада» - Джессика Лэнг за роль Sister Jude / Judy Martin — «Американская история ужасов» - Сигурни Уивер за роль Elaine Barrish — «Политические животные»            |
| Актёр второго плана | Актриса второго плана |
| Закари Куинто за роль Dr. Oliver Thredson — «Американская история ужасов» - Джеймс Кромвелл за роль Dr. Arthur Arden / Hans Grüper — «Американская история ужасов» - Питер Муллан за роль Matt Mitcham — «Вершина озера» - Себастиан Стэн за роль Thomas «T.J.» Hammond — «Политические животные» - Дэвид Уэнем за роль Det. Al Parker — «Вершина озера» - Томас М. Райт за роль Johnno Mitcham — «Вершина озера» | Сара Полсон за роль Lana Winters — «Американская история ужасов» - Эллен Берстин за роль Margaret Barrish — «Политические животные» - Сиенна Миллер за роль Tippi Hedren — «Девушка» - Лили Рэйб за роль Sister Mary Eunice McKee — «Американская история ужасов» - Имельда Стонтон за роль Alma Reville — «Девушка» - Элфри Вудард за роль Louisa «Ouiser» Boudreaux — «Стальные магнолии» |
| Приглашённые актёры | |
| В комедийном сериале | В драматическом сериале |
| Паттон Освальд за роль Garth Blundin — «Парки и зоны отдыха» - Мелисса Лео за роль Laurie — «Луи» - Дэвид Линч за роль Jack Dall — «Луи» - Боб Ньюхарт за роль Professor Proton — «Теория Большого взрыва» - Молли Шеннон за роль Eileen — «Просветлённая» - Патрик Уилсон за роль Joshua — Girls | Джейн Фонда за роль Leona Lansing — «Новости» - Джим Бивер за роль Sheriff Shelby Parlow — «Правосудие» - Марта Плимптон за роль Patti Nyholm — «Хорошая жена» - Кэрри Престон за роль Elsbeth Tascioni — «Хорошая жена» - Диана Ригг за роль Lady Olenna Tyrell — «Игра престолов» - Джимми Смитс за роль Nero Padilla — «Сыны анархии»                                                    |